# 西納爾納
49°9′22″N 29°18′29″E / 49.15611°N 29.30806°E
西納爾納（烏克蘭語：Синарна），是烏克蘭的村落，位於該國西南部文尼察州，由文尼察區負責管轄，建於1670年，面積1.48平方公里，海拔高度約242米，2001年人口約328人。